# Strażnica WOP Boboszów
Strażnica Wojsk Ochrony Pogranicza Bobischal/Bobrza/Pisary/Boboszów – nieistniejący obecnie pododdział Wojsk Ochrony Pogranicza pełniący służbę graniczną na granicy polsko-czechosłowackiej.
Strażnica Straży Granicznej w Boboszowie – nieistniejąca obecnie graniczna jednostka organizacyjna Straży Granicznej realizująca zadania bezpośrednio w ochronie granicy państwowej z Czechosłowacją/Republiką Czeską.

## Formowanie i zmiany organizacyjne
Strażnica została sformowana w 1945 w strukturze 51 komendy odcinka jako 235 strażnica WOP (Bobischal) o stanie 56 żołnierzy. Kierownictwo strażnicy stanowili: komendant strażnicy, zastępca komendanta do spraw polityczno-wychowawczych i zastępca do spraw zwiadu. Strażnica składała się z dwóch drużyn strzeleckich, drużyny fizylierów, drużyny łączności i gospodarczej. Etat przewidywał także instruktora do tresury psów służbowych oraz instruktora sanitarnego.
W marcu 1946 przeniesiono 235 strażnicę z Bobrzy do Pisar.
Od 15 marca 1954 wprowadzono nową numerację strażnic, a strażnica WOP Boboszów otrzymała nr 244 w skali kraju. 
W 1956 rozpoczęto numerowanie strażnic na poziomie brygady. Strażnica I kategorii Boboszów była 8. w 5 Brygadzie Wojsk Ochrony Pogranicza. 
W 1960, po kolejnej zmianie numeracji, strażnica posiadała numer 19 i zakwalifikowana była do kategorii II w 5 Sudeckiej Brygadzie WOP .
W 1964 strażnica WOP nr 18 Boboszów uzyskała status strażnicy lądowej i zaliczona została do II kategorii.
W 1965 rozwiązano strażnicę, a na jej bazie sformowano 18 placówkę WOP Boboszów kategorii I o stanie 8 żołnierzy.
Straż Graniczna:

Po rozwiązaniu 15 maja 1991 Wojsk Ochrony Pogranicza, 16 maja 1991 strażnica w Boboszowie weszła w podporządkowanie Sudeckiego Oddziału Straży Granicznej i przyjęła nazwę strażnica Straży Granicznej w Boboszowie.
W 2000 rozpoczęła się reorganizacja struktur Straży Granicznej związana z przygotowaniem Polski do wstąpienia, do Unii Europejskiej i przystąpieniem do Traktatu z Schengen. Podczas restrukturyzacji wprowadzono kompleksową ochronę granicy już na najniższym szczeblu organizacyjnym tj. strażnica i graniczna placówka kontrolna. Wprowadzona całościowa ochrona granicy zniosła podział na graniczne jednostki organizacyjne ochraniające tylko tzw. „zieloną granicę” i prowadzące tylko kontrole ruchu granicznego. W wyniku tego, 2 stycznia 2003 nastąpiło zniesie strażnicy SG w Boboszowie, a ochraniany odcinek przejęła Graniczna Placówka Kontrolna SG w Międzylesiu .

## Ochrona granicy

### Strażnice sąsiednie
- 234 strażnica WOP Thanndorf ⇔ 236 strażnica WOP Marientthal – 1946
- strażnica WOP Nowa Wieś ⇔ strażnica WOP Lesica – 1957

### Wydarzenia
- 1968 – podczas operacji „Dunaj”, żołnierze 6 Pomorskiej Dywizja Powietrznodesantowej zostali przebazowani z poligonu Muszaki do Kotliny Kłodzkiej. Na łące pod wsią Pisary zorganizowano skoki ćwiczebne w dniach 17–18 września dla 18 Batalionu Desantowo-Szturmowego z Bielska-Białej. Skakano ze spadochronami SD-1, z wys. 700 m, ze śmigłowca Mi-4 (z 49 Pułku Śmigłowców Bojowych w Pruszczu Gdańskim). Zrzutowiskiem było kartoflisko w czasie trwających tam wykopków. Jeden z szeregowych żołnierzy lądował tak niefortunnie, że trafił dokładnie między dwa konie, w które zaprzęgnięty był wóz z ziemniakami. Gdy uderzył w nie skoczek i nakrył spadochron, konie poniosły w panice. Podczas skoków była jedna sytuacja awaryjna i jedna złamana noga podczas lądowania. W Pisarach mieszkano na strychu dawnej strażnicy WOP, potem w namiotach na pobliskiej łące. Skoki zorganizowano dla żołnierzy zawodowych, którzy nie zdążyli w czasie poligonu wykonać pełnej normy skoków na 1968. Dowódcą kompanii był por. Mieczysław Karus (późniejszy generał WP)[12].